# Вагай (Омутинський район)
Вага́й (рос. Вагай) — село у складі Омутинського району Тюменської області, Росія.

## Історія
У 1948 році Вагай отримав статус селища міського типу, з 1992 року — село.

## Населення
Населення — 2671 особа (2010, 2921 у 2002).
Національний склад станом на 2002 рік:
- росіяни — 92 %

## Господарство
У селі розташована однойменна залізнична станція.